# جمانة (مسلسل)
جمانة مسلسل كويتي يحكي قصة فتاة صغيرة مات كل من والديها وتركا لها ثروة طائلة، التي اخذها عمها ولقد عانت كثيرا من قسوة زوجة عمها. المسلسل من تأليف ندى الظفيري وإخراج محمد العوالي، وأُنتِج في عام 2007.

## ممثلون
أحمد السلمان
 طيف
 خالد البريكي
 شيماء سبت
 شجون الهاجري
 إسماعيل الراشد
 شهاب حاجيه
 أمل عبد الكريم
هاني مطر
 عمر اليعقوب
 كويت عالية
 الجوهرة
 غرور
 عبير الخضر
 سالم العطوان
 أفراح
 محمد عبد القدوس
 فاطمة عباس
 سارة عباس
 محمد جلكسي